# La Concepción, Veracruz
La Concepción är en ort i Mexiko.   Den ligger i kommunen Minatitlán och delstaten Veracruz, i den sydöstra delen av landet, 500 km öster om huvudstaden Mexico City. La Concepción ligger 12 meter över havet och antalet invånare är 660.
Terrängen runt La Concepción är platt, och sluttar västerut. Runt La Concepción är det ganska glesbefolkat, med 30 invånare per kvadratkilometer. Närmaste större samhälle är Cuichapa, 11,8 km nordost om La Concepción. Omgivningarna runt La Concepción är en mosaik av jordbruksmark och naturlig växtlighet.